# Rebbie Jackson
Maureen Reillette "Rebbie" Brown (nacida Jackson) (Gary, Indiana, 29 de mayo de 1950), conocida como Rebbie Jackson, es una cantante estadounidense, la mayor de los conocidos hermanos de la familia Jackson, reconocida por su éxito con el sencillo Centipede, escrito y producido por su hermano Michael Jackson.

## Trayectoria
Rebbie Jackson inició su carrera musical actuando en los shows de Las Vegas de sus hermanos a mediados de los 70, así como en el programa de variedades The Jacksons. Se dedicó a realizar coros para artistas como Chaka Khan o Lou Rawls.
En 1984 publicó su álbum debut, Centipede. La canción que da título al disco, escrita y producida por su hermano Michael Jackson, se editó como primer sencillo, y fue su mayor éxito, llegando al #24 en las listas Billboard Hot 100 y #4 en las listas R&B. El álbum obtuvo un disco de oro en USA. 
Sus siguientes álbumes, Reaction (1986) y R U Tuff Enuff (1988) y sus respectivos singles tuvieron un éxito moderado en las listas R&B, en especial el sencillo "Plaything" (1988), que llegó al puesto #8. No tuvo éxito en las listas pop. En 1989 cantó en el tema "2300 Jackson Street", de sus hermanos The Jacksons. En este tema cantaban todos los hermanos excepto La Toya, distanciada de la familia.
Después de su tercer álbum, Jackson se retiró y no fue hasta 1998 cuando publicó su cuarto álbum, Yours Faithfully, editado en la discográfica de su hermano Michael, MJJ Recordings. El álbum tuvo poco éxito y Jackson se retiró de la música, aunque sigue haciendo grabaciones.

## Vida personal
Jackson estuvo casada desde 1968 hasta 2013 con Nathaniel Brown, con quien tuvo 3 hijos: Stacee (1971), Yashi (1977) y Austin (1985) (conocido como Auggie). Los tres se dedican a la música. Nathaniel falleció el 6 de enero de 2013 a causa de un cáncer.
Rebbie tiene un nieto, London Blue Salas, nacido el 25 de julio de 2005, de su hija mayor Stacee Brown y su esposo Rex Salas.

## Discografía
Álbumes
- Centipede (1984) (#63 USA, #13 USA R&B)
- Reaction (1986) (#54 USA R&B)
- R U Tuff Enuff (1988) (#58 USA R&B)
- Rebbie Jackson Collection (1996)
- Yours Faithfully (1998)

Singles
- Centipede (1984) (#24 USA, #4 USA R&B)
- Play Me (I'm A Jukebox) (1984)
- A Fork In The Road (1984) (#40 USA R&B)
- Reaction (1986) (#16 USA R&B)
- You Send The Rain Away (con Robin Zander) (1986) (#50 USA R&B)
- Plaything (1987) (#8 USA R&B)
- R U Tuff Enuff (1988) (#78 USA R&B)
- Yours Faithfully (1998) (#76 USA R&B, #76 UK)
- You Take Me Places (1998)